# And Justice for None
And Justice for None è il settimo album in studio del gruppo musicale statunitense Five Finger Death Punch, pubblicato il 18 maggio 2018 dalla Prospect Park.
L'album è stato anticipato dai singoli Fake, pubblicato il 5 aprile 2018, e Sham Pain, pubblicato il 20 aprile 2018.

## Tracce
Edizione standard
1. Fake – 3:30
2. Top of the World – 2:42
3. Sham Pain – 3:29
4. Blue on Black (cover di Kenny Wayne Shepherd) – 4:34
5. Fire in the Hole – 2:56
6. I Refuse – 3:38
7. It Doesn't Matter – 3:45
8. When the Seasons Change – 3:47
9. Stuck in My Ways – 3:56
10. Rock Bottom – 2:31
11. Gone Away (cover di The Offspring) – 4:35
12. Bloody – 3:49
13. Will the Sun Ever Rise – 3:56

Edizione deluxe
1. Trouble – 3:12
2. Fake – 3:30
3. Top of the World – 2:42
4. Sham Pain – 3:29
5. Blue on Black – 4:34
6. Fire in the Hole – 2:56
7. I Refuse – 3:38
8. It Doesn't Matter – 3:45
9. When the Seasons Change – 3:47
10. Stuck in My Ways – 3:56
11. Rock Bottom – 2:31
12. Gone Away – 4:35
13. Bloody – 3:49
14. Will the Sun Ever Rise – 3:56
15. Bad Seed – 3:59
16. Save Your Breath – 3:27